# کرامکووو لیپسکیه
کرامکووو لیپسکیه (به لهستانی:  Kramkowo Lipskie) یک منطقهٔ مسکونی در لهستان است که در گمینا نور واقع شده‌است.
 کرامکووو لیپسکیه  ۱۶۶ نفر جمعیت دارد.